# Pholcus kangding
Pholcus kangding là một loài nhện trong họ Pholcidae. Loài này được phát hiện ở Trung Quốc.